# Квінт Фабій Амбуст (консул 412 року до н. е.)
Квінт Фабій Амбуст (лат. Quintus Fabius Ambustus; V століття до н. е.) — політичний і військовий діяч Римської республіки, консул 412 року до н. е.

## Біографічні відомості
Про Квінта Фабія Амбуста залишилось небагато відомостей. Походив з патриціанського роду Фабіїв. Був першим з цього роду, якому офіційно додали до імені когномен лат. Ambustus («Горілий»). Відомо, що його було обрано консулом у 412 році до н. е. разом з Гаєм Фурієм Пацілом. Того року в Римі спалахнула моровиця можливо чуми. Про подальшу долю Квінта Фабія відомостей не збереглося. 